# Dyskusyjny klub filmowy
Dyskusyjny klub filmowy (DKF, ang. film society, fr. ciné club) – zrzeszenie miłośników sztuki filmowej, mające na celu pogłębianie wiedzy członków klubu na temat tej sztuki oraz jej popularyzację. Głównym sposobem realizacji tych celów są projekcje filmów o wysokich walorach artystycznych lub poznawczych. Jednak z założenia DKF nie ogranicza się tylko do takiej formy, uzupełniając projekcje o prelekcje, dyskusje, spotkania z twórcami, publikacje.
Ojczyzną ruchu klubów filmowych jest Francja. Terminu „klub filmowy” po raz pierwszy użyli w 1921 r. Germaine Dulac i Ricciotto Canudo. Pierwszym klubem była „Filmowa Wolna Trybuna”, którą założył w 1924 roku Charles Leger, a pierwszym klubem masowym był klub „Przyjaciół Spartakusa” założony w 1928 r. Kolejnymi krajami, w których zaczęły powstawać kluby filmowe, były Niemcy i Holandia. W 1947 r. powołano do życia w Cannes Międzynarodową Federację Klubów Filmowych (FICC – Fédération internationale des ciné clubs), zrzeszającą federacje krajowe.
W Polsce pierwsze kluby filmowe zaczęły powstawać w połowie lat 50. Pierwszym formalnie założonym DKF-em był, obecnie nieistniejący, warszawski „Po prostu”, który powstał przy tygodniku o tej samej nazwie. Rozpoczął on działalność 8 listopada 1955 r. projekcją filmu Dyktator Charlie Chaplina w sali kina Wiedza Pałacu Kultury i Nauki. 27 maja 1956 r. przedstawiciele 26 istniejących klubów powołali do życia Polską Federację Dyskusyjnych Klubów Filmowych. Pierwszym przewodniczącym Federacji został wybrany reżyser Antoni Bohdziewicz.
W latach PRL-u dyskusyjne kluby filmowe odgrywały ważną rolę kulturalną i społeczną. Umożliwiały poznanie filmów niedostępnych w oficjalnej dystrybucji (m.in. dzięki istniejącej, głównie w latach 60., tzw. „puli dkf-owskiej” filmów).
Były też miejscem względnie swobodnej wymiany poglądów. Liczba DKF-ów stopniowo zwiększała się, aż do ok. 500 w latach 80.
Przełom 1989 roku spowodował zmniejszenie się liczby klubów. Obecnie funkcjonuje ok. 130 DKF-ów. Przewodniczącym Polskiej Federacji DKF jest obecnie (2023) Grzegorz Pieńkowski. PF DKF organizuje Ogólnopolski Konkurs Prelegentów Filmowych na Letniej Akademii Filmowej w Zwierzyńcu.
13 czerwca 2008 roku Departament Badań Znaków Towarowych Urzędu Patentowego Rzeczypospolitej Polskiej wydał decyzję o udzieleniu na rzecz Polskiej Federacji Dyskusyjnych Klubów Filmowych prawa ochronnego (numer prawa wyłącznego: R.207925) na znak towarowy słowny „DKF Dyskusyjny Klub Filmowy” zgłoszony 17 stycznia 2007 roku za numerem Z-320297. Dzięki tej decyzji tylko instytucje stowarzyszone w Polskiej Federacji Dyskusyjnych Klubów Filmowych mogą posługiwać się nazwą „Dyskusyjny Klub Filmowy” i akronimem „DKF”.